# Eijsdens
Het Eijsdens is het Limburgse dialect dat in Eijsden en zijn onmiddellijke omgeving gesproken wordt. Het is verwant aan diverse dialecten in het Heuvelland (vooral de heel zuidelijke, zoals het Noorbeeks en het Voerens). Het Eijsdens heeft veel overeenkomsten met het Maastrichts en heeft ook een paar eigen veranderingen doorgevoerd.

## Kenmerken
Het oostelijk karakter (de overeenkomsten met het Heuvelland) komt vooral tot uiting in de sj- in woorden als sjlech en sjmiete -Eijsden ligt ten oosten van de Panninger Linie- en uit de -sj na een r (beursj).
Net zoals in Voeren en Noorbeek (en in Maastricht) bestaat de neiging om klinkers voor een n te verlengen: keengd.
Een belangrijke overeenkomst met het Maastrichts is de afwisseling van ie en ij (in het Eijsdens klinkend als ae, ook wel als èè geschreven) ien woorden die in oostelijke dialecten altijd ie hebben. Dit soort klank wisselingen zijn in veel gevallen afhankelijk van welke toon het woord heeft. Daardoor heeft het Eijsdens geen echte toonverschillen meer: alle woorden, die in andere Limburgse dialecten (en ook in het vroegere Eijsdens) alleen door de toon uit elkaar worden gehouden, hebben nu ook klankverschil. Dit is het geval in alle dialecten in de gemeente Eijsden (ook in het Gronsvelds en in de Belgische gemeente Riemst, zo ook in Weert en omstreken. Dat wil niet zeggen dat de tonen verdwenen zijn: je kunt de sleep- en stoottonen nog overduidelijk horen.
Typisch Eijsdens zijn ook de centrerende diftonge (klanken met naslag), niet alleen de algemene ieë en oeë, maar ook aoë. Tot slot is opmerkelijk dat het dialect sterk de neiging heeft om de tweeklanken ei/ij en ou monoftongisch uit te spreken (alleen het eerste deel uitspreken). Ei/ij klinkt dan als ae (zoals eerder gezegd: ook vaker geschreven als èè), ou klinkt als òò. Dit is een zeldzame klank in het Limburgs, dit is niet weergegeven in de Veldeke-richtlijn.